# Кук, Томас Уильям, 1-й граф Лестер
Томас Уильям Кук (англ. Thomas William Coke; 4 мая 1752 — 22 июля 1842; в старых русских текстах именовался Томас Вильям Кок, граф  Лейчестерский  или просто Вильям Кок) — английский землевладелец и сельский хозяин, эсквайр (1772—1837), 1-й граф Лестер (c 21 июля 1837), пэр Великобритании, новатор сельского хозяйства, практик-экспериментатор. Считается одним из ключевых участников так называемой Британской аграрной революции. Отец художницы Анны Маргарет Кук (1779—1843).

## Биография
Образование получил в Итоне, после чего отправился за границу, долгое время жил в Риме, где приобрёл имя «красивый англичанин». В 1774 году он вернулся в Англию. В 1776 году получил по наследству поместье Холкем-холл в Норфолке.
В 1776 году занял место в английском парламенте, был сторонником вигов.
Заслуги  Кука были отмечены правительством Великобритании пожалованием ему звания пэра.
Кук пробовал ввести в своём имении (около 12 000 гектаров земли) норфолкский севооборот, усердно пропагандировал культуру турнепса, улучшение пород крупного рогатого скота, свиней, овец и т. п. На собственном опыте, показал, что в этой части страны выгодно выращивать пшеницу, и через некоторое время многие фермеры последовали его примеру. В литературе отмечается, что он провёл также прогрессивные перемены в землепользовании, введя льготную плату за долговременную аренду и поощряя арендаторов, отказывавшихся от старых методов земледелия.
Обнаружил и купил уникальную Холкхемскую Библию, которая ныне хранится в коллекции Британской национальной библиотеки в Лондоне (номер — Add MS 47682).

## Галерея

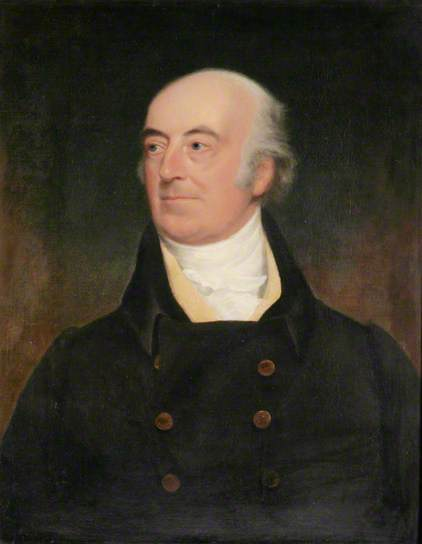
Портрет Томаса Кука.
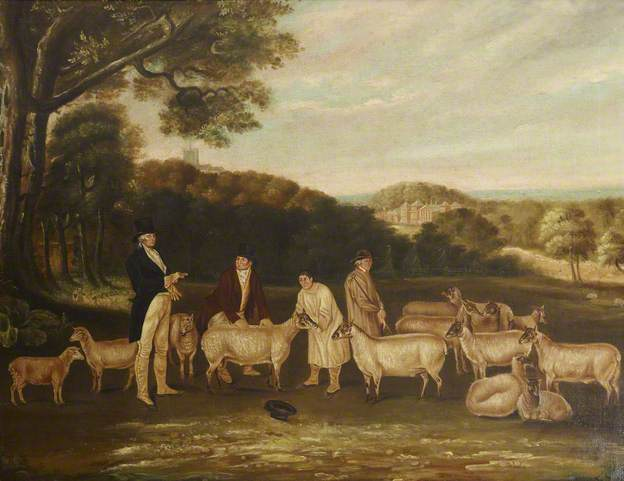
Томас Кук и его овцы.